# 글리코사이드
글리코사이드(Glycoside)는 당과 작용기가 결합한 물질이다. 한자어로는 배당체(配糖體)라고 한다.
당이 글리코사이드 결합을 통해 다른 작용기에 결합된 분자이다. 배당체는 살아있는 유기체에서 수많은 중요한 역할을 한다. 많은 식물은 비활성 배당체 형태로 화학 물질을 저장한다. 이들은 효소 가수분해에 의해 활성화될 수 있으며, 이로 인해 설탕 부분이 분해되어 화학 물질을 사용할 수 있게 된다. 이러한 많은 식물 배당체는 약물로 사용된다.
공식적인 용어로, 글리코사이드는 당 그룹이 글리코사이드 결합을 통해 다른 그룹에 아노머 탄소를 통해 결합된 분자이다. 글리코사이드는 O-(O-글리코사이드), N-(글리코실아민), S-(티오글리코사이드) 또는 C-(C-글리코사이드) 글리코사이드 결합에 의해 연결될 수 있다. IUPAC에 따르면 "C-글리코사이드"라는 이름은 잘못된 명칭이다. 바람직한 용어는 "C-글리코실 화합물"이다. 해당 정의는 IUPAC에서 사용하는 것으로 입체화학적 구성을 올바르게 지정하기 위해 하워스(Haworth) 투영법을 권장한다.
많은 저자들은 분자가 글리코사이드로 자격을 갖추기 위해 당이 비당에 결합되어 다당류를 제외할 것을 추가로 요구한다. 당 그룹은 글리콘으로, 비당 그룹은 글리코사이드의 아글리콘 또는 게닌 부분으로 알려져 있다. 글리콘은 단일 당 그룹(단당류), 두 개의 당 그룹(이당류) 또는 여러 개의 당 그룹(올리고당)으로 구성될 수 있다.
최초의 배당체는 1830년 프랑스 화학자 피에르 로비케(Pierre Robiquet)와 Antoine Boutron-Charlard가 발견한 아미그달린이다.

## 같이 보기
- 탄수화물
- 글리코실화